# Javier Ballesteros Botin
Javier Ballesteros Botin (Santander, 20-8-1990) is een Spaanse golfprofessional. Hij is de oudste zoon van Severiano Ballesteros en Carmen Botin.
Javier studeerde rechten aan de Complutense Universiteit van Madrid en is verbonden aan de Real Golf de Pedreña, net als voorheen zijn vader.

## Amateur
In september 2012 behaalde Javier zijn eerste grote overwinning: het Madrid Amateur Open.
Javier speelde in april 2013 voor het eerst als amateur in een professional toernooi, het Peugeot Alps de Barcelona, en eindigde daar op de 12de plaats. Later die maand werd hij uitgenodigd voor de eerste editie van de Challenge de Madrid van de Europese Challenge Tour, maar daar miste hij de cut. 
Javier werd ook uitgenodigd om in januari 2014 mee te spelen in de 25ste editie van de Dubai Desert Classic. Alle voormalige winnaars werden daarvoor uitgenodigd en Severiano had het in 1992 gewonnen.  

## Gewonnen
- 2012: Madrid Amateur Open (-6) op de Club de Golf Retamares